# Andreu Galan
Andreu Galan i Martí (Alboraya, 1980) es un escritor español en lengua catalana.
Galan es diplomado en Magisterio —especialidad en Educación Musical— y licenciado en Filología Catalana. Su actividad como docente influye en su proceso de escritura, al tiempo que promueve el uso de la poesía en la enseñanza primaria mediante internet y la organización de concursos poéticos infantiles.
Su obra es de un perfil casi clásico, incluyendo una colección de sonetos, y está influido por la obra de Vicent Andrés Estellés, autor al que ha estudiado. Reconoce también la influencia de Joan Vinyoli y Blai Bonet.

## Obras
- Cansat de diumenges. (2004).[2]
- Incluido en la antología Pedra foguera, antologia de poesia jove dels Països Catalans. (2008),[3]
- Qui no sap riure, no sap viure. (2009).  Poemario compuesto por 21 poemas, destinado al público infantil de todas las edades, según indica el propio autor, e ilustrado por Luis Demano.[4] Este libro recibió el Premi Atrapallibres y el Premi de la crítica de los escritores valencianos de la Asociación de Escritores en Lengua Catalana.[5]